# Stanford Torus

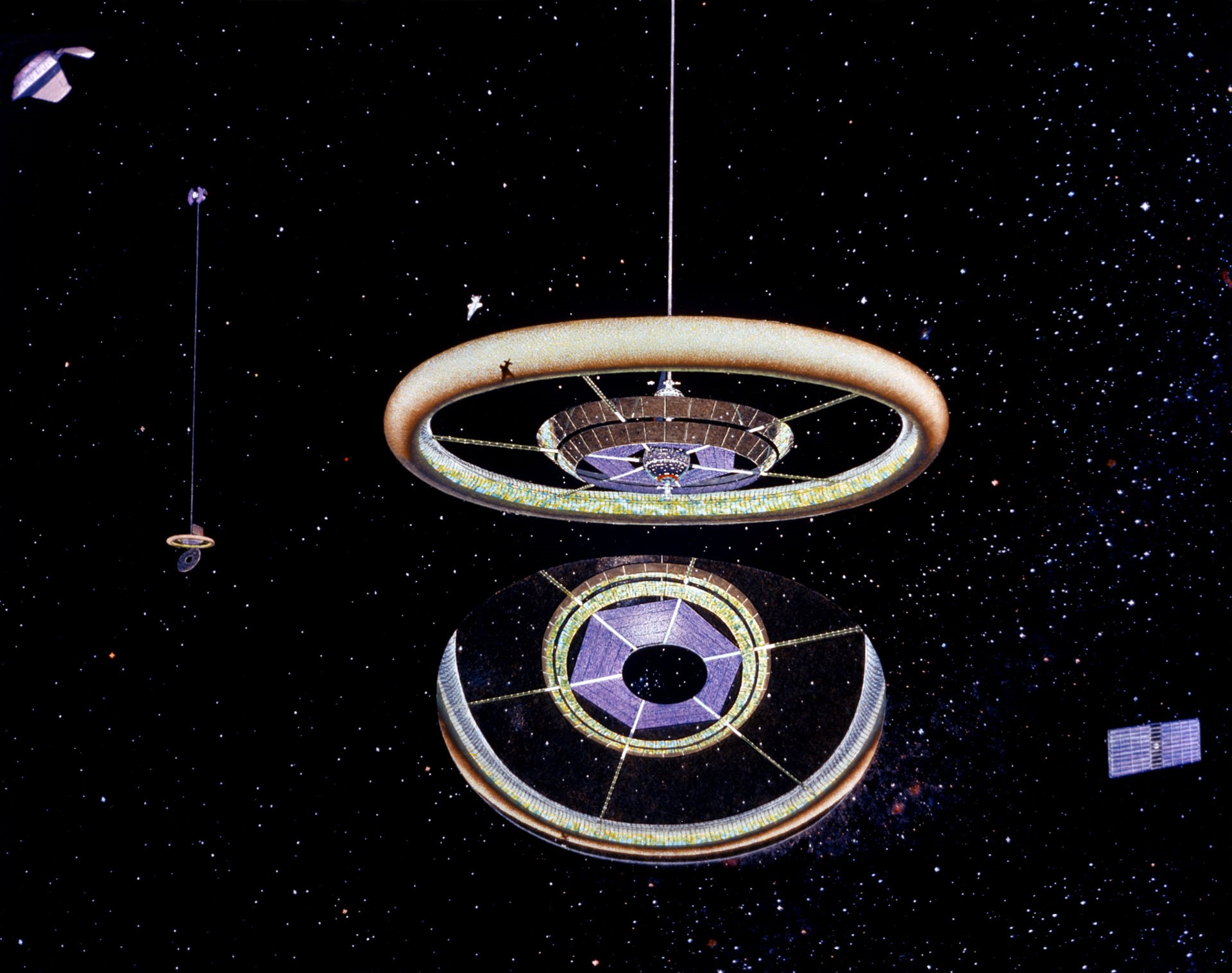
Vista exterior d'un Stanford Torus. Part central inferior és el mirall solar primari no giratori, que reflecteix la llum del sol sobre l'anell en angle de miralls secundaris de tot el cub. La pintura per Donald E. Davis

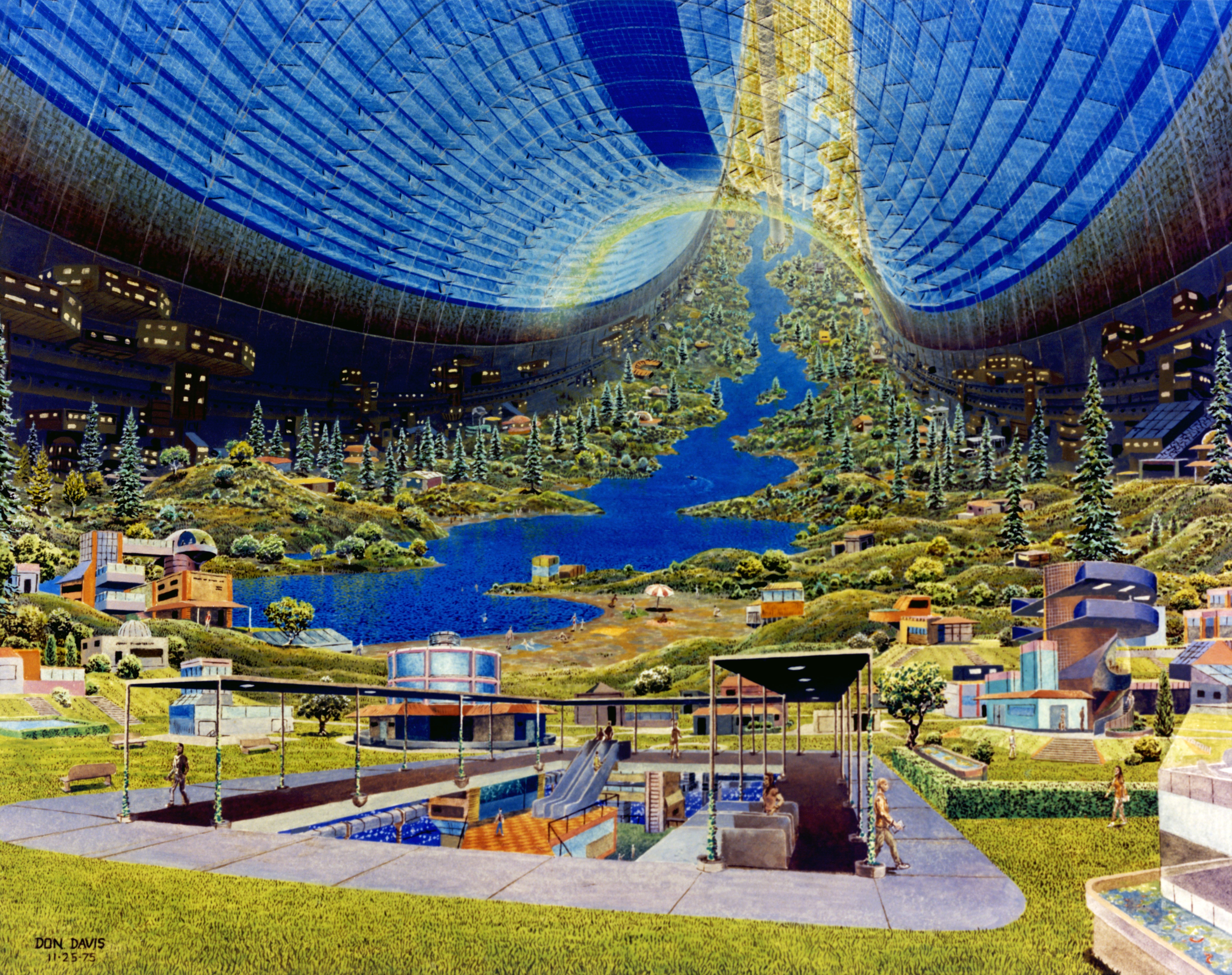
Interior d'un Stanford Torus, pintat per Donald E. Davis

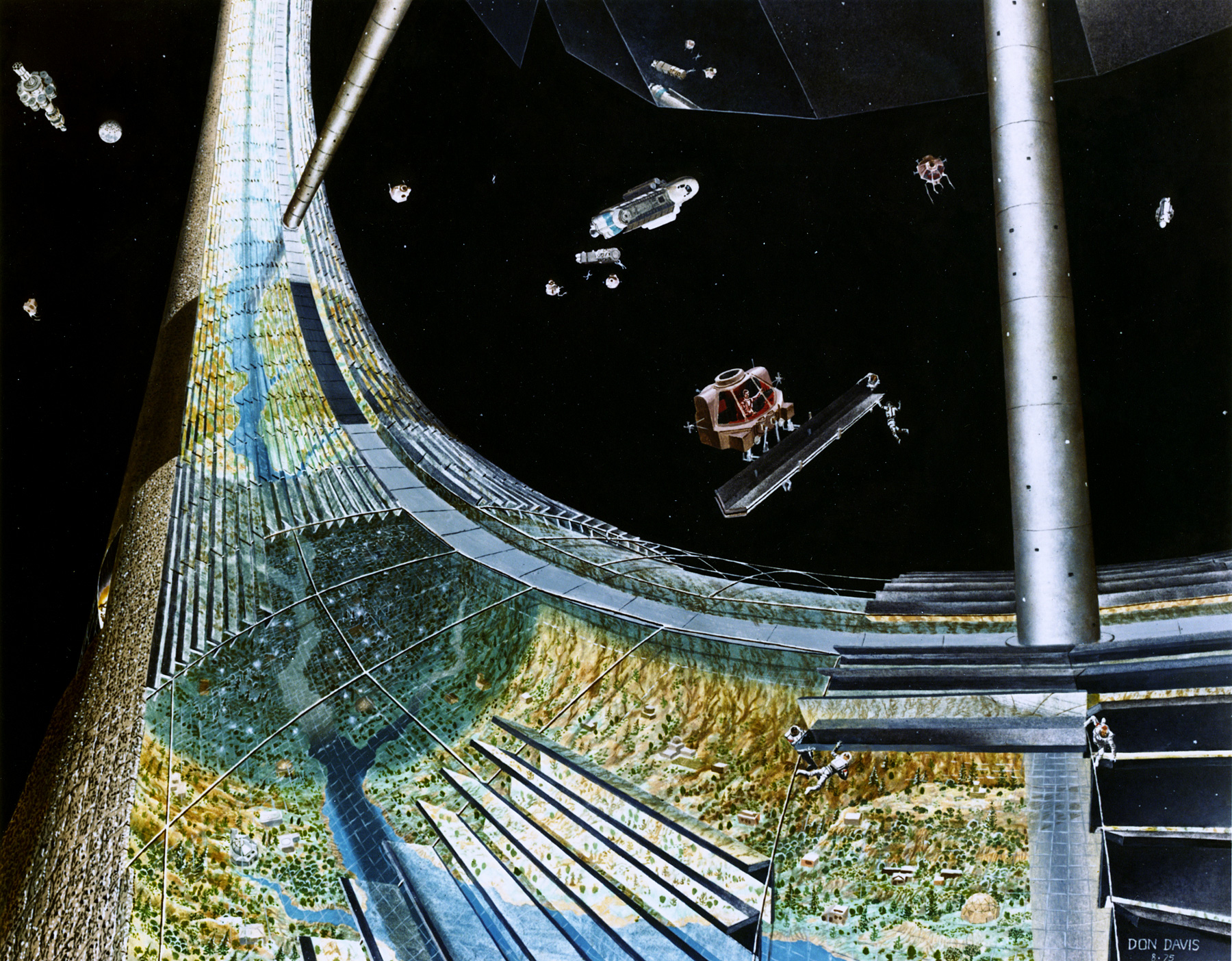
Vista exterior d'un Stanford Torus amb algunes bigues antiradiació retirades per mostrar l'espai interior

L'Stanford Torus o Tor de Stanford, és un disseny proposat per a un hàbitat espacial capaç d'allotjar des de 10.000 a 140.000 residents permanents. Consisteix en un toroide amb un diàmetre de 1,6 km que gira una vegada per minut per proveir una gravetat artificial d'1 g degut a la força centrífuga.

## Origen
L'Stanford Torus va ser proposat durant el 1975 per la NASA, dissenyat per la Universitat Stanford, amb el propòsit d'especular en els dissenys per a les futures colònies espacials.
(Gerard O'Neill va proposar més tard la seva illa 1 o esfera Bernal com una alternativa al torus). "Stanford Torus" es refereix només a aquesta versió particular del disseny, com el concepte d'una estació espacial giratòria en forma d'anell que va ser proposada anteriorment per Wernher von Braun i Herman Potočnik.

## Descripció
Es compon d'un Torus o un anell en forma de dònut, d'un diàmetre d'1,8 km (per l'hàbitat proposat de 10.000 persones descrit en l'Estudi d'Estiu de l'any 1975) i gira a una velocitat d'un gir per minut per proporcionar una gravetat artificial d'entre 0,9 i 1,0 g a l'interior de l'anell exterior com a resultat de la força centrífuga
La llum solar és proporcionada a l'interior del torus per un sistema de miralls. L'anell està connectat a un centre per tubs cilíndrics, els quals serveixen tant per les persones com pels materials. Des del centre es fa rotar l'estació i, per tant, té la gravetat artificial més baixa; i és el lloc més segur per a l'atracament d'una nau espacial. La indústria de gravetat zero seria realitzada en un mòdul no rotatori connectat a l'eix del torus.
L'espai útil del Torus seria tan gran que es podria simular fàcilment un ecosistema complet, junt amb una gran ciutat amb totes les infraestructures pròpies. El torus seria com una vall glacial, estreta, llarga i recta, els extrems dels quals, es corben cap amunt i que finalment es troben a la part superior per completar un cercle. La densitat de població seria similar a un suburbi dens, amb part de l'anell dedicat a l'agricultura en múltiples nivells i part a allotjament.
La llum solar penetraria a l'interior del torus per un sistema de miralls elevats.

## Construcció
El torus requeriria gairebé 10 milions de tones de massa. La construcció utilitzada seria de materials extrets de la Lluna i enviats a l'espai mitjançant una catapulta electromagnètica, i recuperant els contenidors en el punt L2 utilitzant un capturador de massa, per després transportar-los al punt L5 on podrien ser processats en una planta industrial per a la construcció del torus. Només els materials que no podrien obtenir-se de la Lluna haurien de ser importats de la Terra. També la mineria d'asteroides podria ser una font alternativa de materials.

## Característiques generals
- Ubicació: Terra-Lluna L₅
- Massa total: Prop de 10 milions de tones (inclòs l'escut de radiació (95%), l'hàbitat, i l'atmosfera)
- Diàmetre: 1.790 m
- Diàmetre del tub de l'hàbitat: 130 m
- Eix de la roda: 6 eixos de 15 m de diàmetre cadascun
- Rotació 1 revolució per minut
- Escut antiradiació: 1,7 metres de gruix de sòl lunar en brut

## Galeria

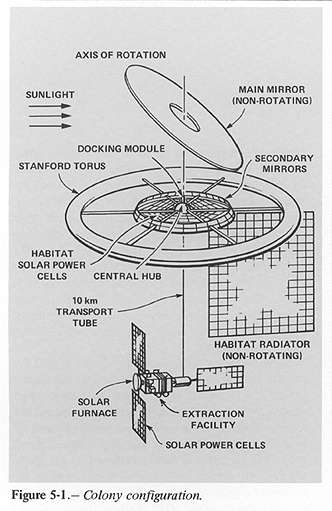
Configuració de l'Stanford Torus.
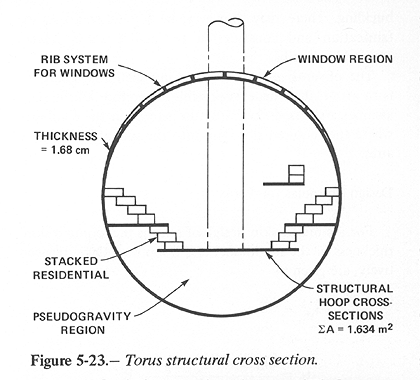
Secció estructural de l'Stanford torus.
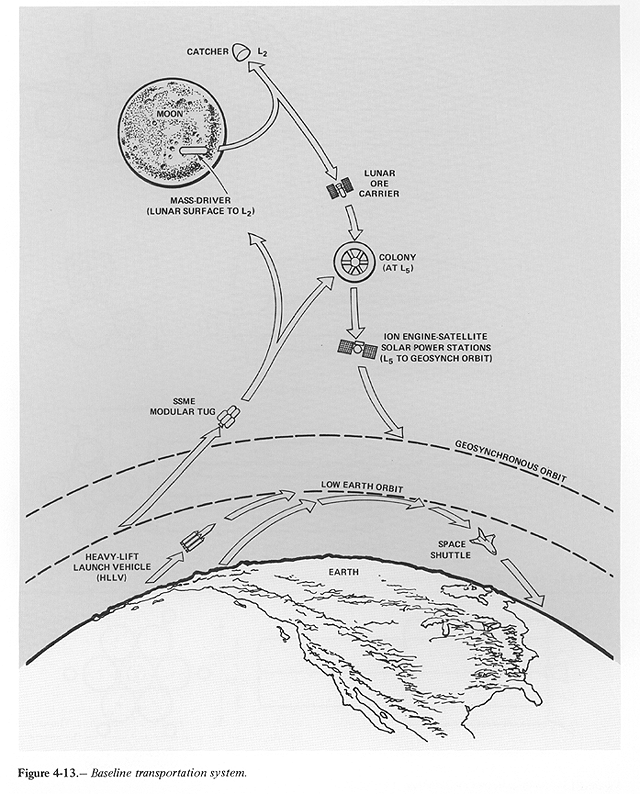
Sistema de transport per a la construcció del torus (1975).
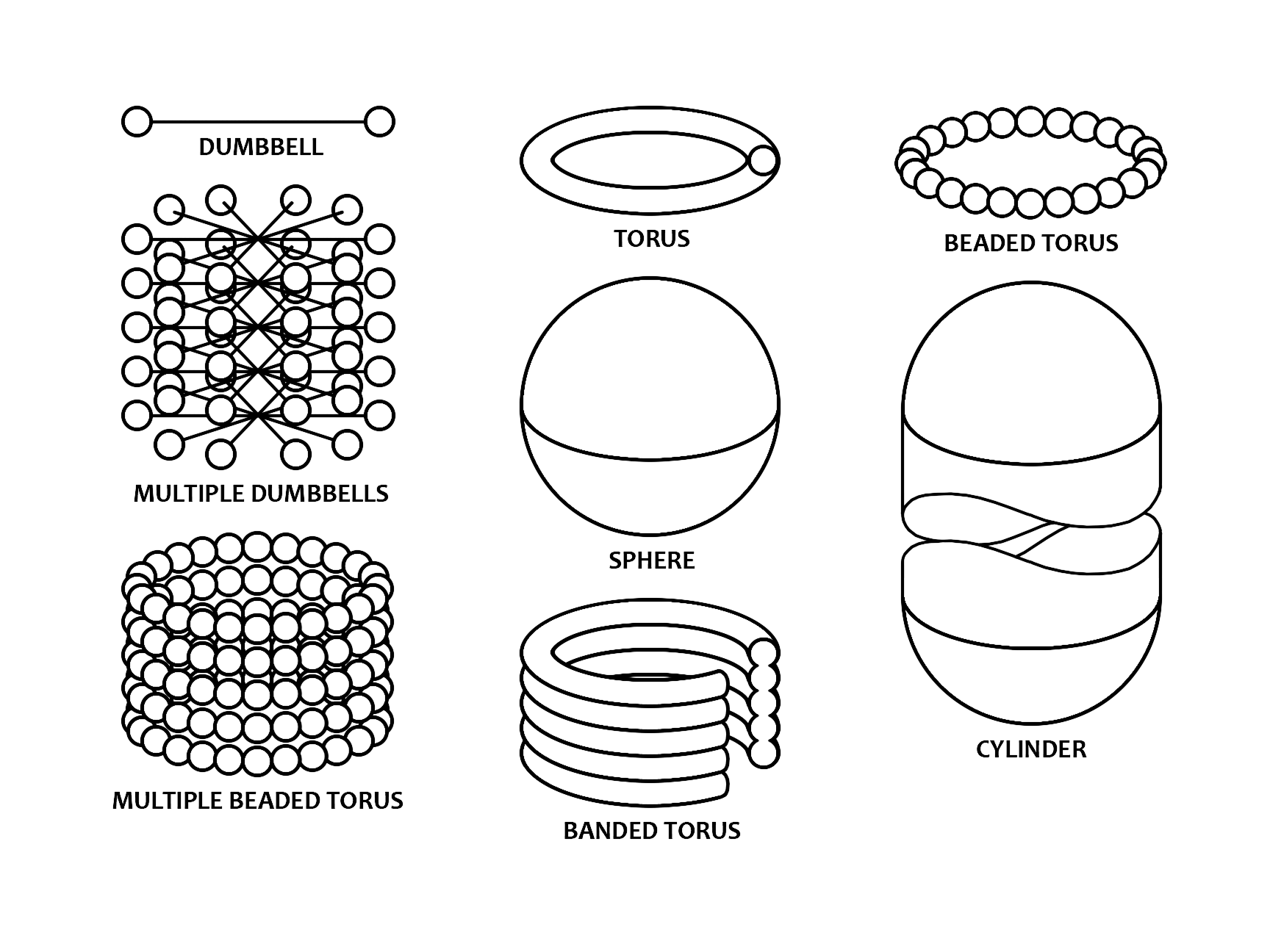
Un torus de l'expansió de boles o manuelles interconnectades.
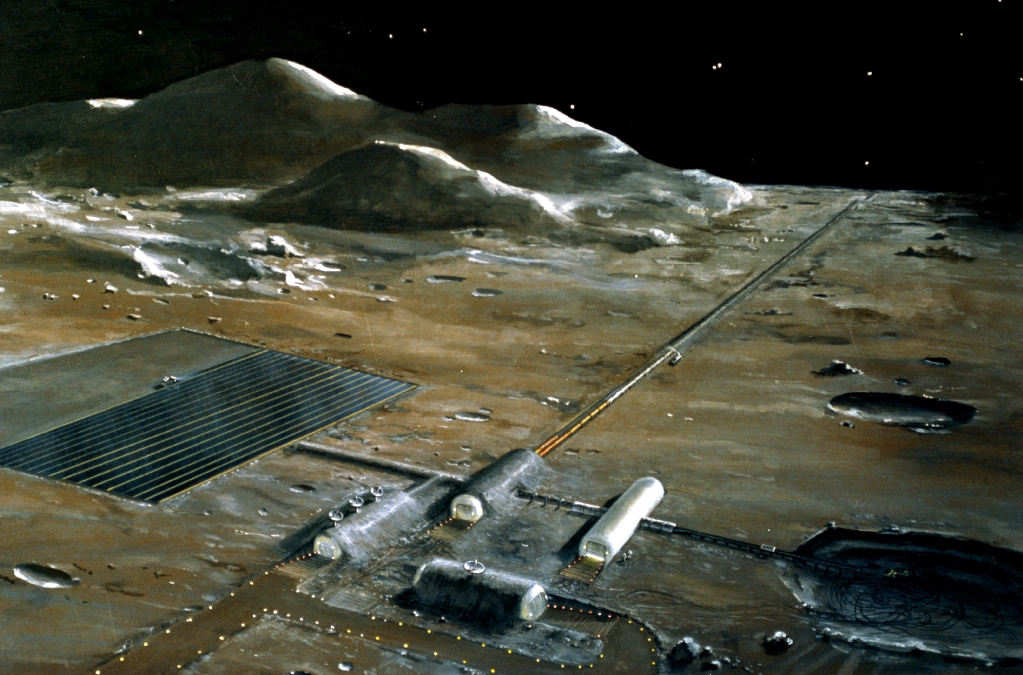
Un concepte de base lunar de la NASA amb un conductor de massa (la llarga estructura que s'estén cap a l'horitzó).
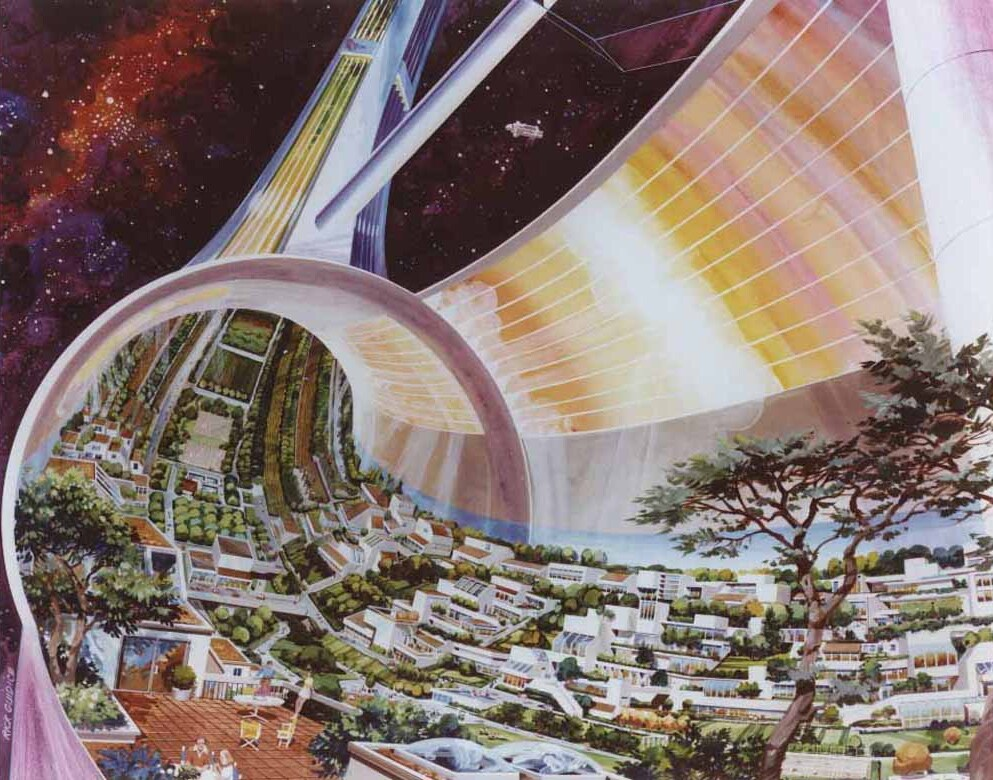
Vista seccional d'un Stanford Torus.